# Асва культура
Асва культура, Морбю культура — археологічна культура бронзової доби. Відноситься до Полів поховальних урн культур.
Час існування 800—500 рр. до РХ. Була поширена на узбережжі Естонії, півдні й південному-заході Фінляндії, на Аландських островах, центральній Швеції та у Латвії.
Названа за городищем Асва, що розташоване біля хутора Асва на сході острова Сааремаа (Естонія). Розкопувалося в 1934, 1938-39, 1948-49, 1965-66.
Кераміка в основному штрихована, посудини типу лужицької культури. Поселення були оточені парканом. Населення займалося землеробством, скотарством, рибальством і полюванням.
Належало до пращурів естів і фінів.